# Neuenschwand (Bodenwöhr)
Neuenschwand ist ein Ortsteil der Gemeinde Bodenwöhr im südlichen Landkreis Schwandorf im bayerischen Regierungsbezirk der Oberpfalz.

## Geografie
Neuenschwand liegt im Osten von Bayern in der Oberpfalz an der Bundesstraße 85, die von Schwandorf nach Cham führt. Östlich des Ortes wurde 1993 das Naturschutzgebiet Weichselbrunner Weiher und Trockenkiefernwald bei Bodenwöhr ausgewiesen, durch das der Alten- und Neuenschwandner Rundweg  führt.

## Geschichte
Der Ort entstand aus einer Rodung im 9. oder 10. Jahrhundert. Das kann man aus dem Patrozinium der Kirche erschließen; sie ist dem heiligen Bartholomäus geweiht. Dieser Heilige spielte eine besondere Rolle als Kirchenpatron lediglich im 9. und 10. Jahrhundert. Die Namensendung („-schwand“) deutet auf Schwendbau, eine damalig verbreitete Form des Feldbaus, hin. Die älteste schriftliche Nennung liegt vor aus der Zeit um 1010; damals schenkte eine Frau mit Namen Pilifrida ihren Hof „Swant“ an das Kloster St. Emmeram in Regensburg. Dabei übergab sie auch das Gesinde, nämlich vier Bienenzüchter samt deren Frauen und Kindern. Unter der Bezeichnung Swantt tauchte der Name 1031 als Besitz im Güterverzeichnis des Regensburger Benediktinerklosters St. Emmeram auf. Bei dieser Aufzeichnung handelt es sich um einen Rotulus, die urbarielle Eintragungen des Klosters enthält. Man konnte das Original, das bis zum Ausbruch des Zweiten Weltkrieges im Bayerischen Hauptstaatsarchiv in München verwahrt wurde, nicht mehr auffinden. Doch eine Abschrift des Schriftstückes aus dem Jahre 1921 liegt noch vor, so dass die Güterbeschreibung unter dem Abt Burkhard von St. Emmeram erhalten blieb. 1035 ist Suuant ohne Zweifel in der Mark Nabburg anzusiedeln. Kurze Zeit später (um 1040) vermacht ein gewisser Eberolf dem gleichen Kloster acht Leibeigene, um dafür einen Hof in Neuenschwand einzutauschen. In der ersten Hälfte des 11. Jahrhunderts besaß das Kloster Sankt Emmeram den locus Suuant (schwenden = urbar machen) in dieser Gegend.
Doch wer hat Neuenschwand angelegt und wann?
In Frage kommen zwei Instanzen: Entweder eines der mächtigen Adelsgeschlechter, wie sie in Nabburg oder Neunburg vorm Wald saßen, oder das Kloster St. Emmeram in Regensburg, das damals noch ganz eng mit dem Dom bzw. Bischofssitz verbunden war und Besitzungen in Cham hatte. Aufgrund der späteren Besitzgeschichte möchte man annehmen, dass in Neuenschwand die Siedlung durch St. Emmeram angelegt worden ist, in Altenschwand dagegen durch ein Adelsgeschlecht (z. B. die Grafen von Pettendorf.)

### Alten- und Neuenschwand
Eine Unterscheidung in Alten- und Neuenschwand wird erstmals in dem Regensburger Pfarrverzeichnis von 1438 getroffen.
Menschen lebten bereits vor der Gründung von Alten- und Neuenschwand in dieser Gegend. Das können bairische Jäger und Hirten gewesen sein, oder Leute, die eine Art Wander-Landwirtschaft betrieben. In der Gemarkung von Neuenschwand hat sich der Flurname „Kneiblitz“ erhalten, der auf slawische Familien zurückgeht; sie müssen noch hier gelebt haben, als sich die bayerischen Siedler auf Dauer niederließen, sonst hätten sie diesen Flurnamen nicht an sie weitergeben können.

### Vogtei Neuenschwand
Der Großteil des Dorfes Neuenschwand war aber nach Bodenstein zinspflichtig und folgt in der Besitzgeschichte dem Schloss Bodenstein. Am 1. Juni 1607 wird die Vogtei über Neuenschwand um die beachtliche Summe von 1600 fl an den wittelsbachischen Kurfürsten verkauft. Von da an ist der pfälzische Kurfürst Inhaber der Dorfherrschaft von Neuenschwand. Jetzt schickt er und nicht mehr der Herr von Bodenstein, seinen Richter mehrmals im Jahr nach Neuenschwand, damit dieser die Streitigkeiten entscheidet, die sich seit dem letzten Gerichtstag angehäuft hatten. Die Vogtei über Neuenschwand war ein Lehen des Klosters St. Emmeram und wurde als solches bis zur Säkularisation 1803 vergeben. Für das Recht der Bewirtschaftung der einzelnen Höfe mussten der Besitzer dem Kloster Abgaben bezahlen; Anfang des 19. Jahrhunderts liegt noch auf 12 Höfen der sogenannte „Emmerami-Zins“.

### Landesherrschaft
Seit 1180 war diese im Besitz der Herzöge von Wittelsbach. Zuständig war hier das Amt Neunburg vorm Wald. Wenn in Neuenschwand bedeutende Dinge vorfielen, bspw. Mord und Totschlag, Einbruch oder schwerer Raub, dann durfte in dieser Sache weder der Abt von St. Emmeram, noch der jeweilige Vogtherr tätig werden, sondern der Richter in Neunburg vorm Wald.
1505 wurde für eine Nebenlinie ein neues Herzogtum errichtet, die sogenannte Jung-Pfalz mit der Residenz in Neuburg an der Donau. Neuenschwand, das bei der Kurpfalz verblieb, lag auf einmal auf einer Landesgrenze, gleich hinter Mappenberg begann das Ausland.

### Religion
Die Existenz eines Landesherrn hatte Konsequenzen im Zeitalter der Reformation. Die Wittelsbacher in München – zu denen auch Neuenschwand bis 1329 gehört hatte – blieben katholisch. Seit 1329 gehörte Neuenschwand zu den Kurfürsten von der Pfalz, welche sich für die evangelische Lehre entschieden. Für die Bevölkerung brach eine Zeit des Konfessionswechsels an. Das begann 1542 und endete um 1625. Ab da war man in Neuenschwand wieder katholisch. In Neuenschwand dauerte es bis 1945, bis sich auch hier Nicht-Katholiken niedergelassen haben.

## Baudenkmäler
Siehe auch: Liste der Baudenkmäler in Neuenschwand

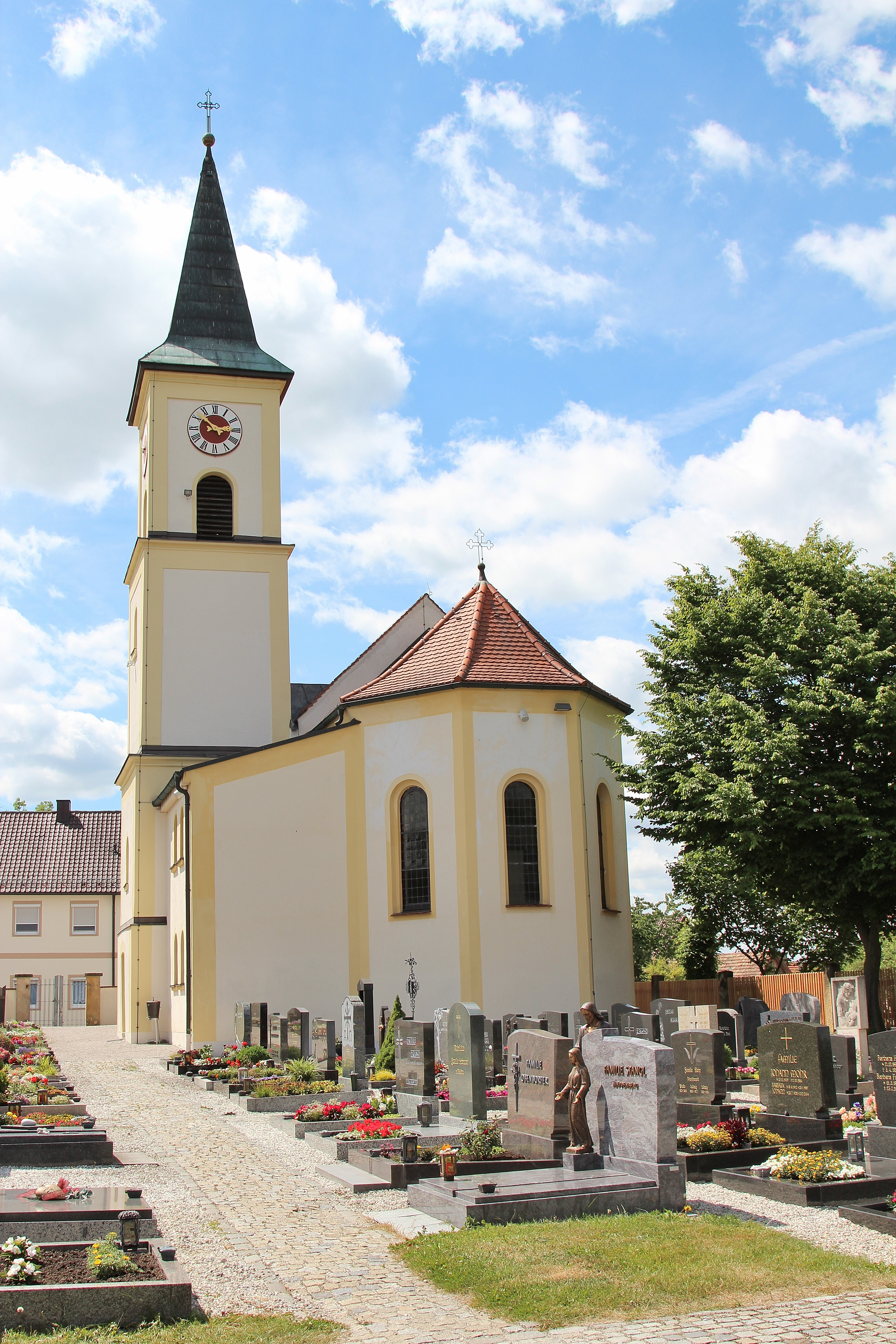
St. Bartholomäus
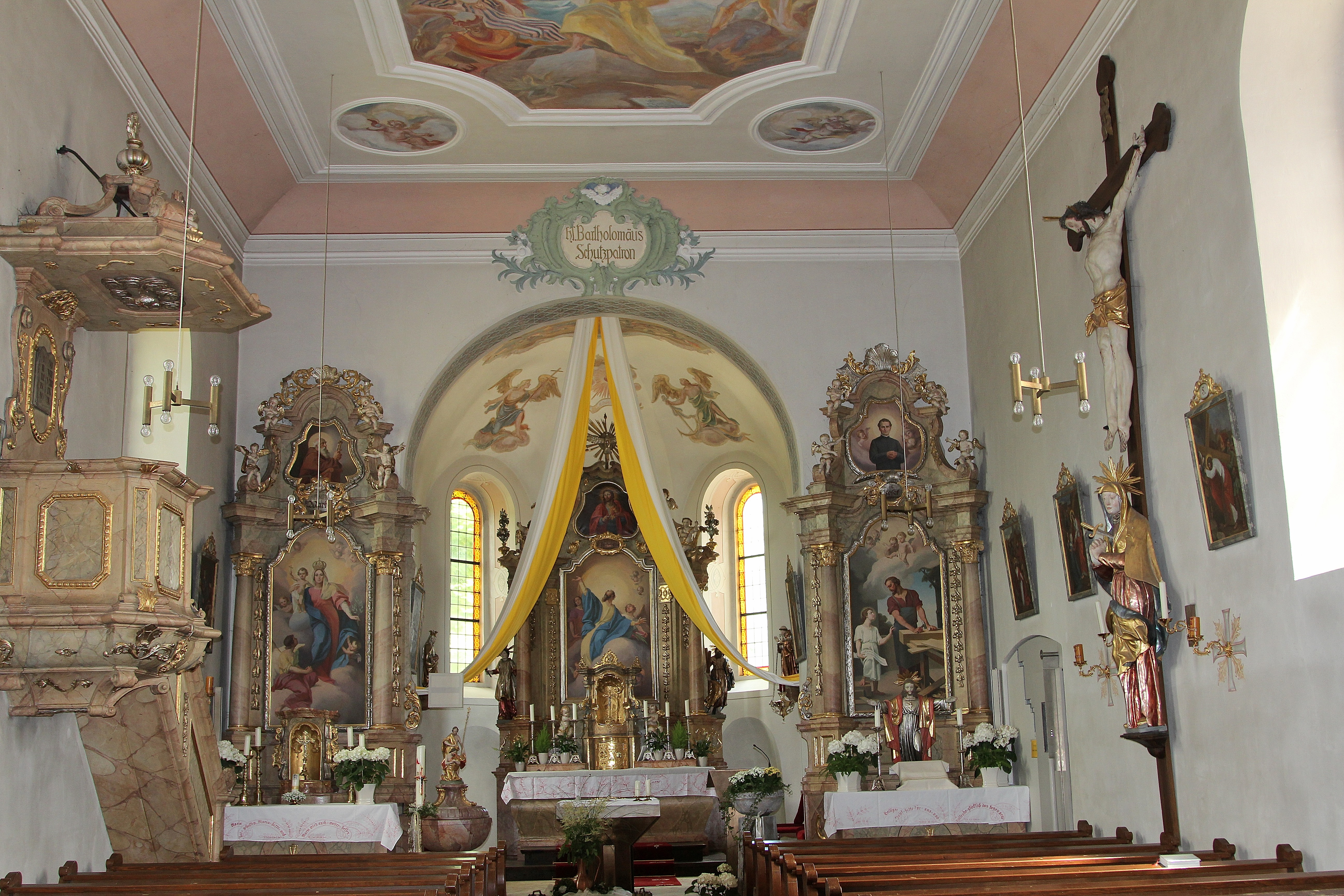
St. Bartholomäus
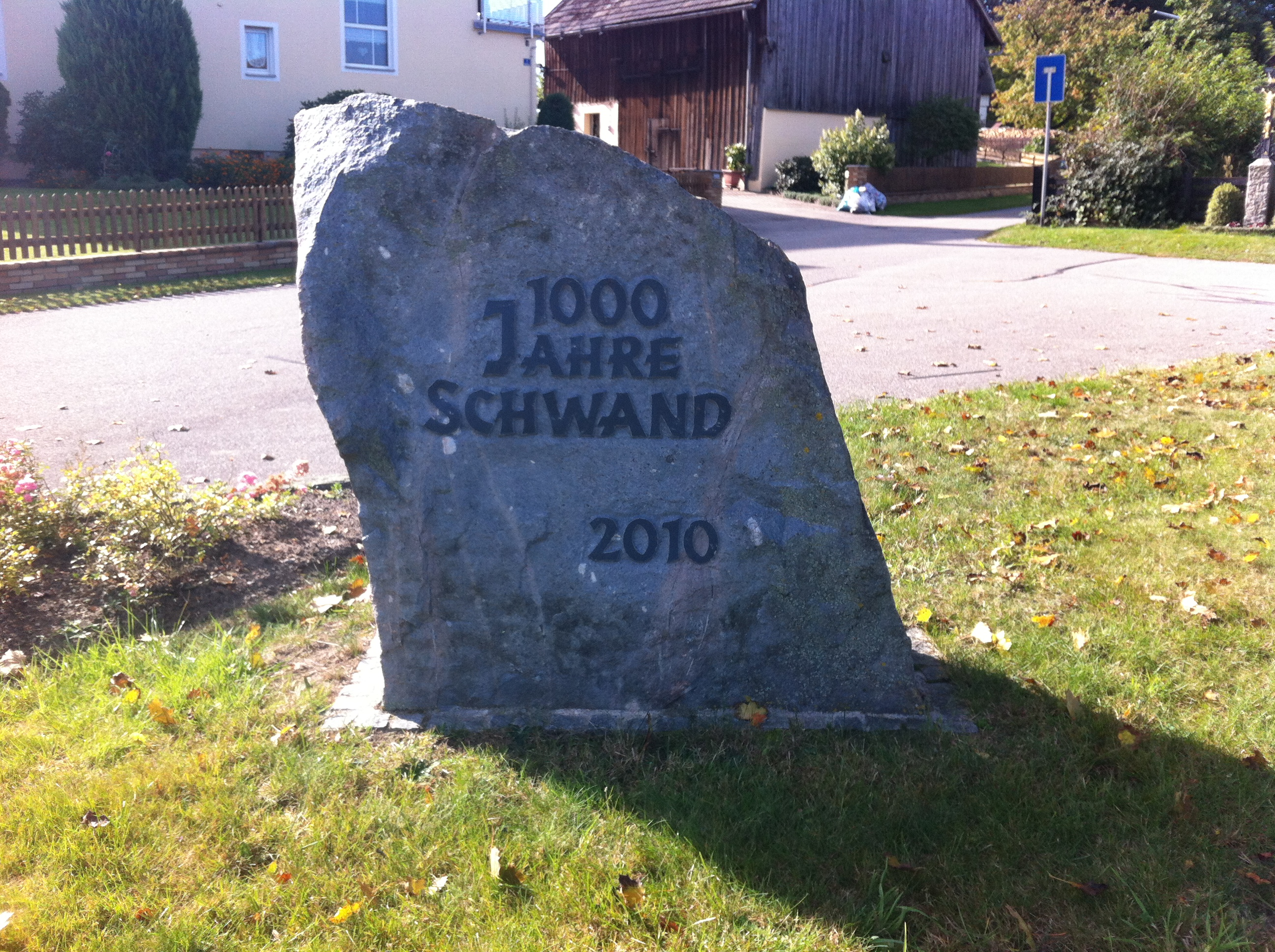
Gedenkstein
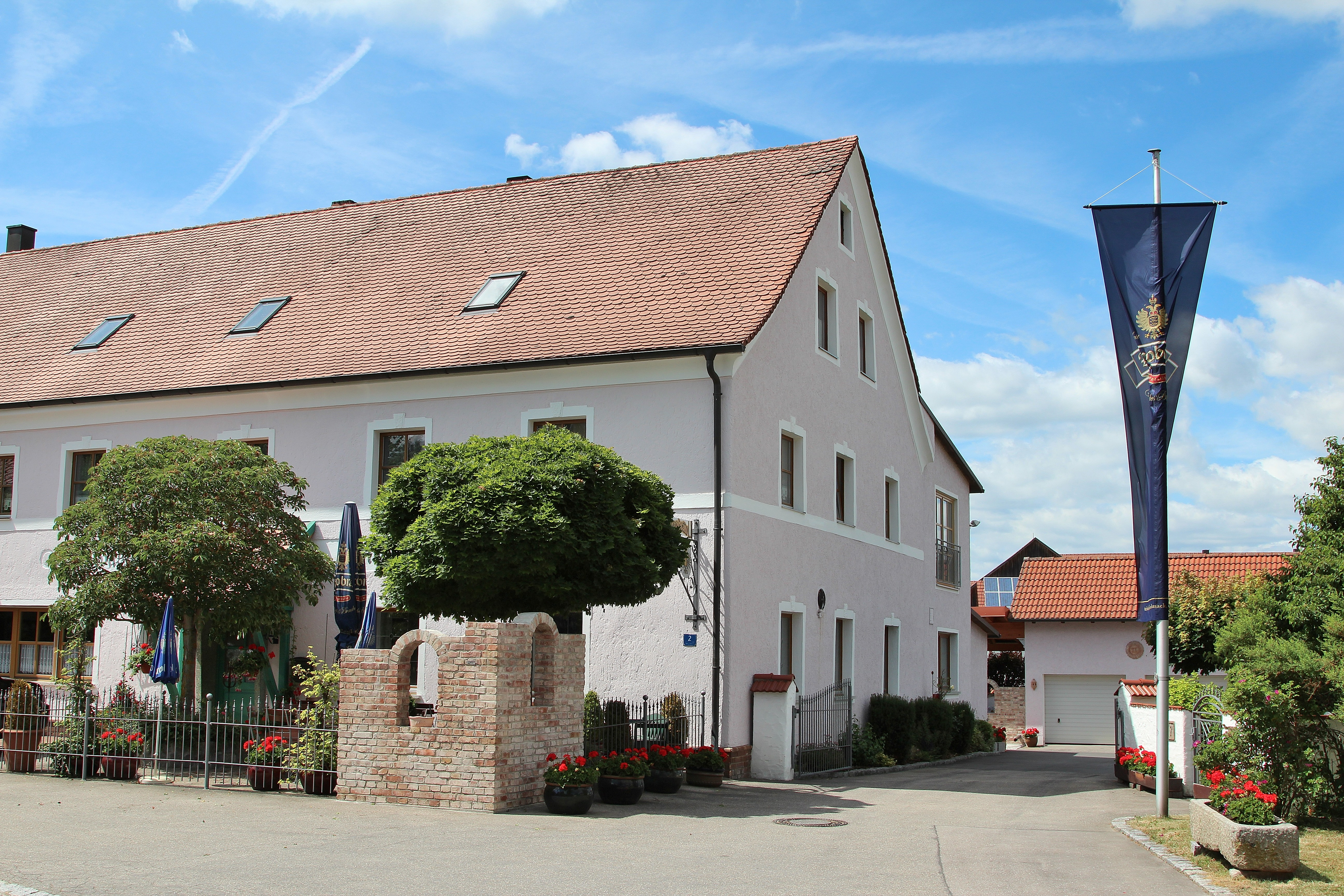
Gasthof Zum goldenen Löwen
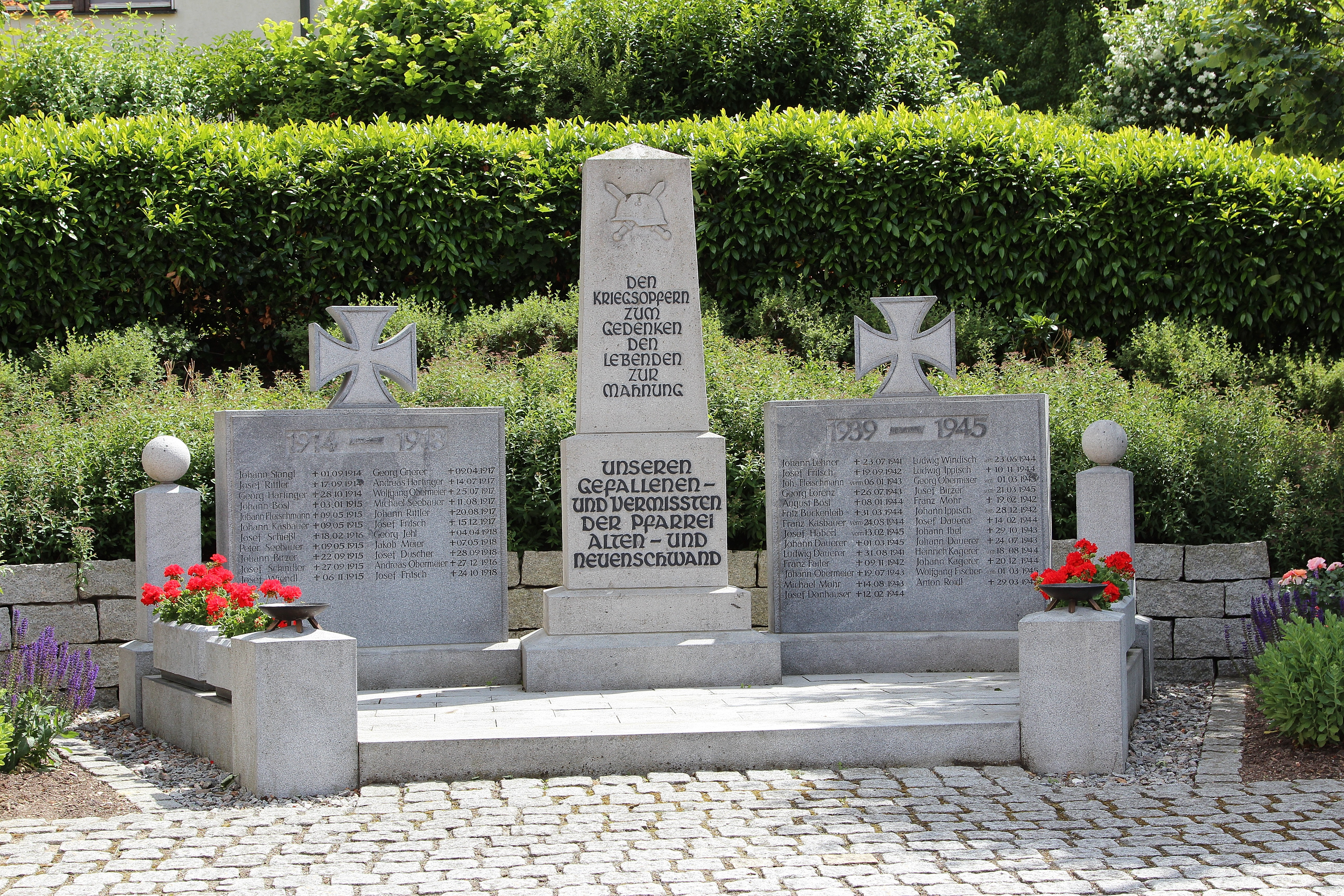
Kriegerdenkmal

### Marterl / Wegekreuze

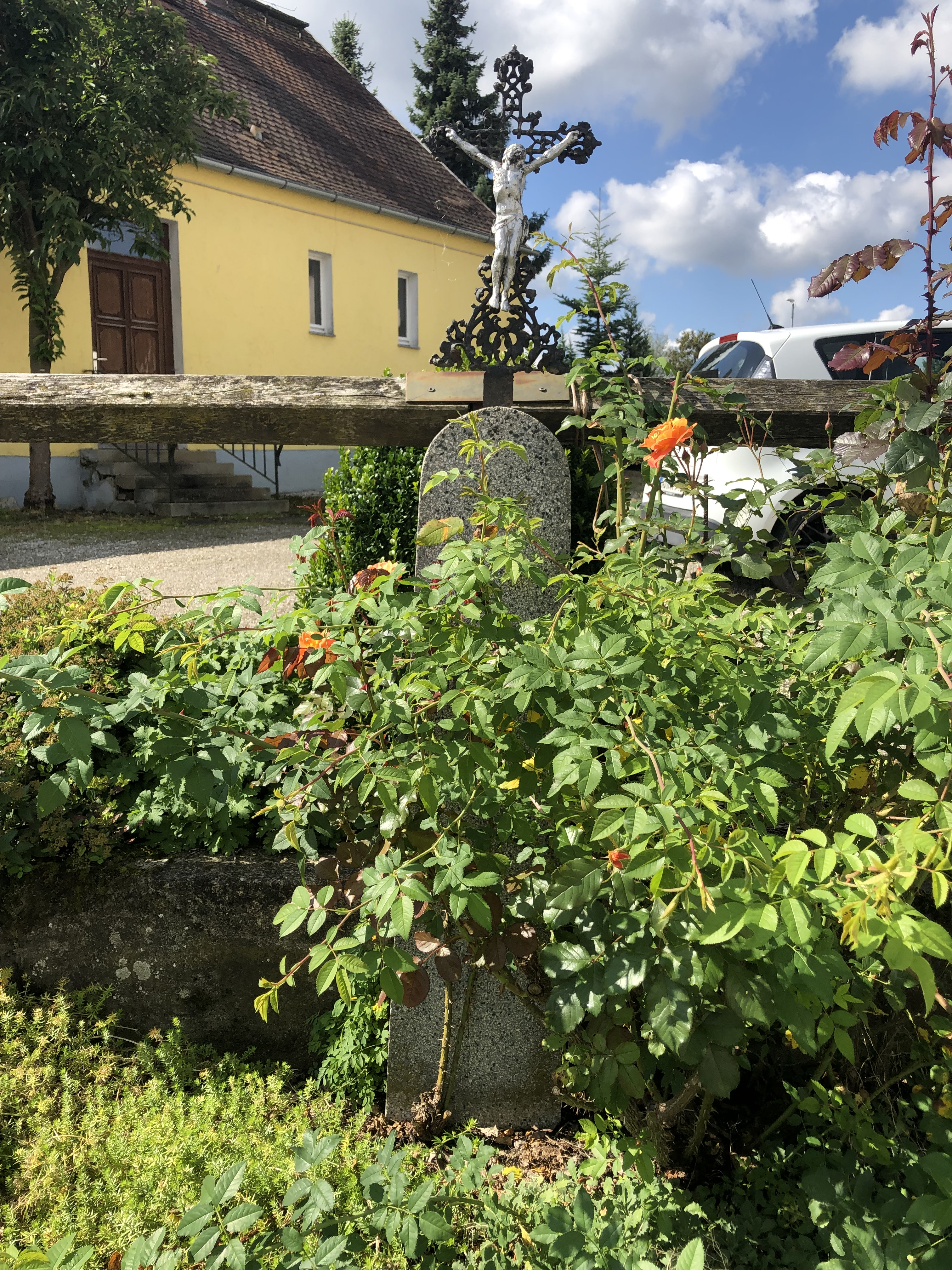
Marterl an der Bodenwöhrer Straße
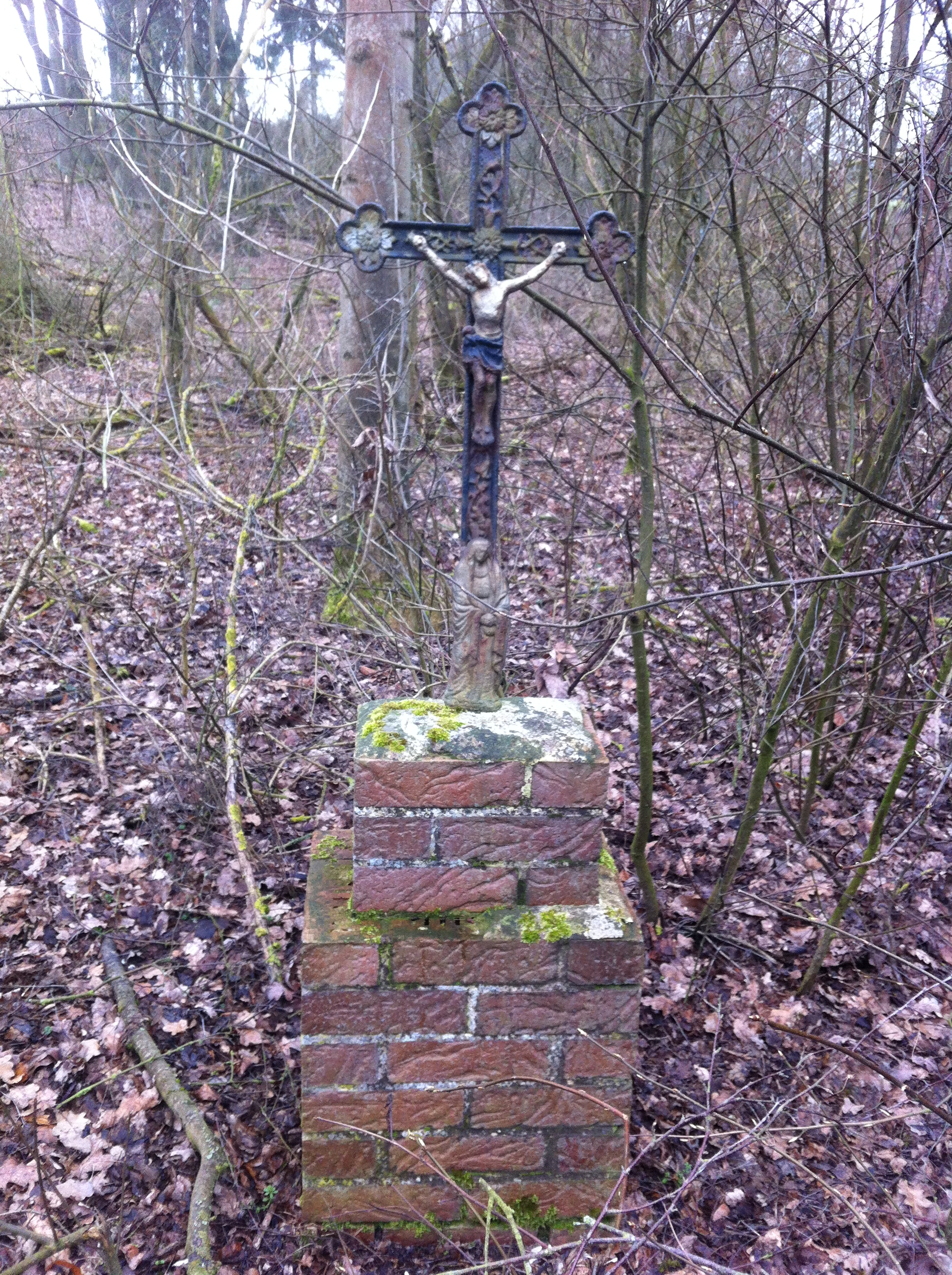
Wegekreuz am alten Steinbruch
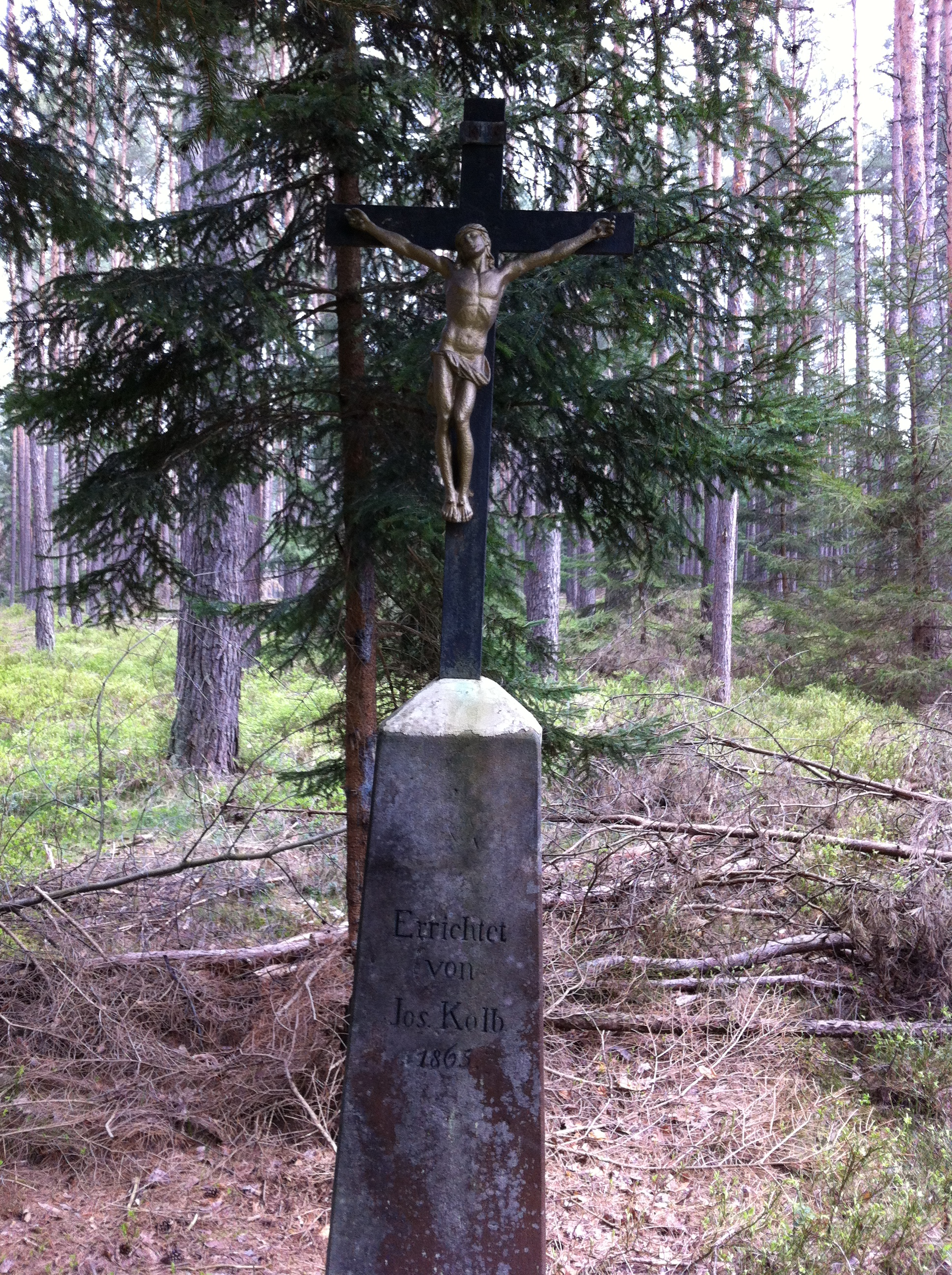
Marterl im Kindslohgraben
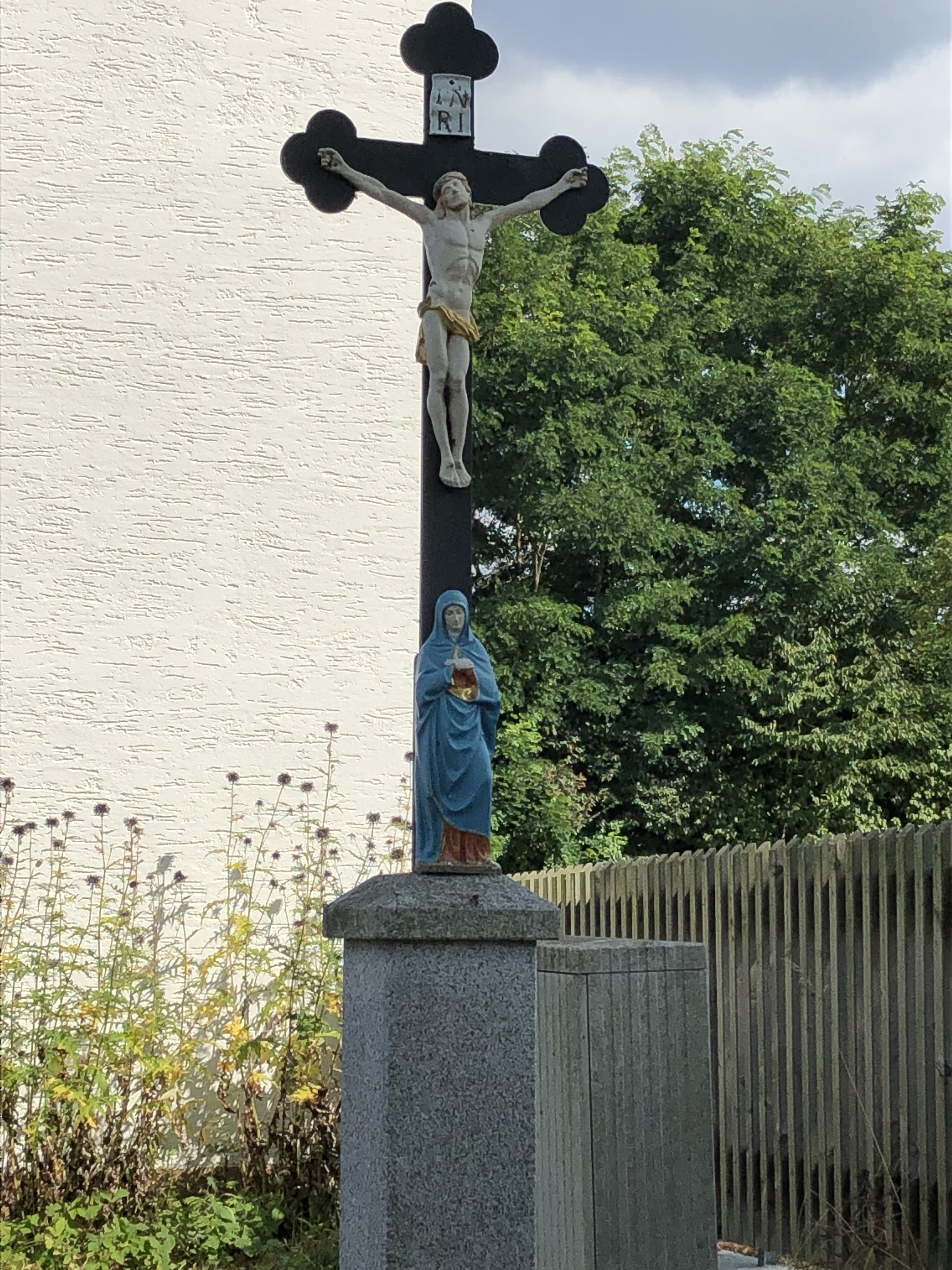
Hofkreuz im Pfarrweg
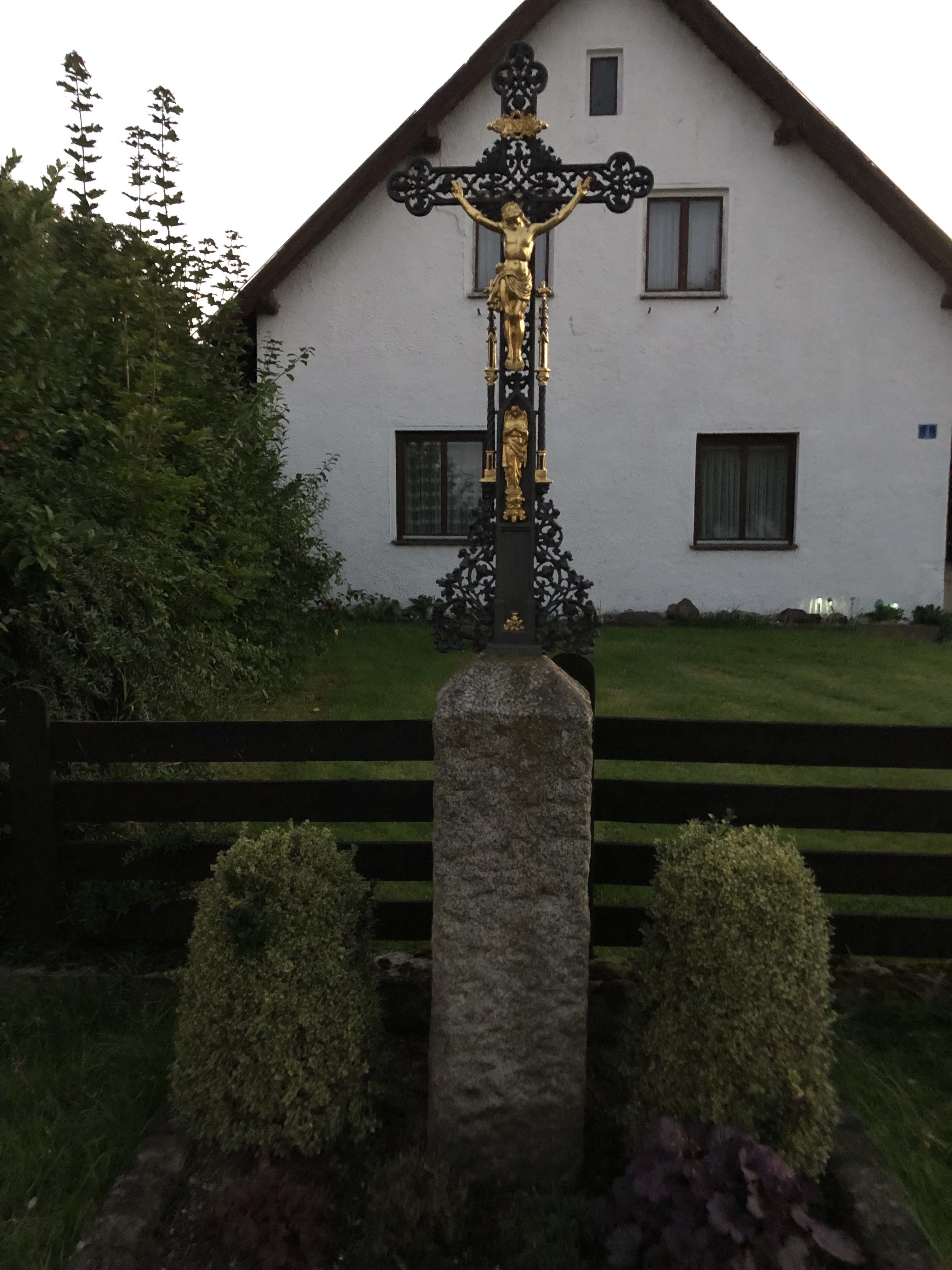
Hofkreuz am Steinweg

## Gemeindebildung
1820/21 entstand die Gemeinde Neuenschwand mit 20 Familien. Zur Gemeinde Neuenschwand gehörte das Dorf Kaltenbrunn mit sieben Familien und der Weiler Bodenwöhr mit zwei Familien.
Durch Beschluss vom 17. August 1818 war aus den Orten Bodenwöhr und Blechhammer die Gemeinde Bodenwöhr gebildet worden. Da 1818 im Ort Bodenwöhr nur zwei Untertanen ansässig waren (der Wirt Peter Götz und der Bierbrauer Georg Faltermeier), machte die geplante Gemeindebildung wenig Sinn. Bodenwöhr wurde zur Gemeinde Altenschwand zugeteilt. Aus unbekannten Gründen befolgte man diese Zuteilung nicht. So kam Bodenwöhr zur Gemeinde Neuenschwand. 1858 wehrte sich die Gemeinde Neuenschwand gegen die Eingemeindung der Ortschaft Blechhammer erfolglos. 1859 stellte man aber Bodenwöhr und Blechhammer frei, eine eigene Gemeinde zu bilden. 1867 sollte die eigenständige Gemeinde Bodenwöhr mit Blechhammer gegründet werden. Dies hätte aber zur Folge gehabt, dass Neuenschwand zu klein gewesen wäre, um weiter bestehen zu können. 1879 unterstützte die Regierung der Oberpfalz den Bodenwöhrer Plan zur Eigenständigkeit, da die Bevölkerungselemente dieser Gemeinde … nach ihrer Berufsweise sehr unterschiedlich seien. Während Neuenschwand überwiegend landwirtschaftlich ausgerichtet war, gab es in Bodenwöhr mehr Industriearbeiter, Gewerbetreibende oder Beamte Bodenwöhr gehörte bis 1921 zur eigenständigen Gemeinde Neuenschwand. Am 26. März 1921 änderte sich die Bezeichnung „Gemeinde Neuenschwand“ in „Gemeinde Bodenwöhr“.
Als Gemeindevorsteher bzw. Bürgermeister sind in der Gemeinde Neuenschwand nachweisbar:
1820: Englwerth Faltermayer, Bauer in Kaltenbrunn
1822: Johann Seebauer, Bauer in Neuenschwand
1835: Nikolaus Wiendl, Bauer in Neuenschwand
1837: Georg Faltermayer, Bauer in Kaltenbrunn
1840: Johann Sigert (auch Sichert), Bauer in Neuenschwand
1843: Georg Feldmaier, Bauer in Neuenschwand
1848: Michael Seidl, Bauer in Neuenschwand
1851: Joseph Dirmayer, Bauer in Neuenschwand
1858: Joseph Bollwein, Bauer in Neuenschwand
1860: Joseph Schießl, Wirt in Bodenwöhr
1861: Joseph Dirmayer, Bauer in Neuenschwand
1864: Johann Sichert, Bauer in Neuenschwand
1866: Wolfgang Gleixner, Bauer in Kaltenbrunn
1872: Dr. med. Georg Maier, praktischer Arzt und Bergamtsarzt in Bodenwöhr
1874: Peter Schießl sen., Gastwirt in Bodenwöhr
1875: Simon Brucker, Emailliermeister in Bodenwöhr
1878: Wilhelm Taucher, Gasthof- und Sägewerksbesitzer in Blechhammer
1880: Michael Obermeier, Bauer in Neuenschwand
1880: Peter Schießl, Gastwirt in Bodenwöhr
1881: Max Haindl, Kaufmann und Gastwirt in Bodenwöhr
1888: Peter Schießl, Gastwirt in Bodenwöhr
1890: Max Joseph Taucher, Gasthof und Sägewerksbesitzer in Blechhammer
1900: Johann Baptist Jacob, Brauereibesitzer in Bodenwöhr
1907: Johann Baptist Jacob, Brauereibesitzer in Bodenwöhr
1910: Peter Schießl, Gastwirt in Bodenwöhr
1911: Johann Baptist Jacob, Brauereibesitzer in Bodenwöhr
1919–1928: Nikolaus Baumgärtner, Metzgermeister in Bodenwöhr - Unterkaltenbrunn
Die „Gemeindeschreiberei“ war bis etwa 1870 von den Schulvorständen von Neuenschwand, also von den Lehrern Georg und Andreas Dammer, versehen worden. Auch als Standesbeamte stellten sich früher die Hauptlehrer zur Verfügung. Lehrer Karl Nothaas erhielt 1895 im Jahr als Gemeindeschreiber 300 Mark und als Standesbeamter 75 Mark als Zulage. 1921 wurde die Gemeindeschreiberstelle zu einer Beamtenstelle erhoben und dem bisherigen Buchhalter des Hüttenwerks Karl Kaiser übertragen.

### Einwohnerentwicklung
Einwohnerentwicklung in der Gemeinde Neuenschwand von 1840 bis 1919:
| Jahr      | 1840 | 1861 | 1867 | 1871 | 1890 | 1900 | 1910 | 1919 |
| Einwohner | 805  | 965  | 930  | 901  | 1025 | 1030 | 1071 | 1154 |

## Sportvereine
- SV „TELL“ Neuenschwand
- Freiwillige Feuerwehr Neuenschwand
- SV 1971 Alten- und Neuenschwand
- Förderverein 1971 SV Alten- und Neuenschwand
- Soldaten- und Kriegerkameradschaft Alten-/Neuenschwand
- Gartenbau- und Ortsverschönerungsverein Alten- und Neuenschwand

Gemeinde Bodenwoehr: Vereine & Verbände. In: Gemeinde Bodenwöhr. Abgerufen am 1. September 2021.

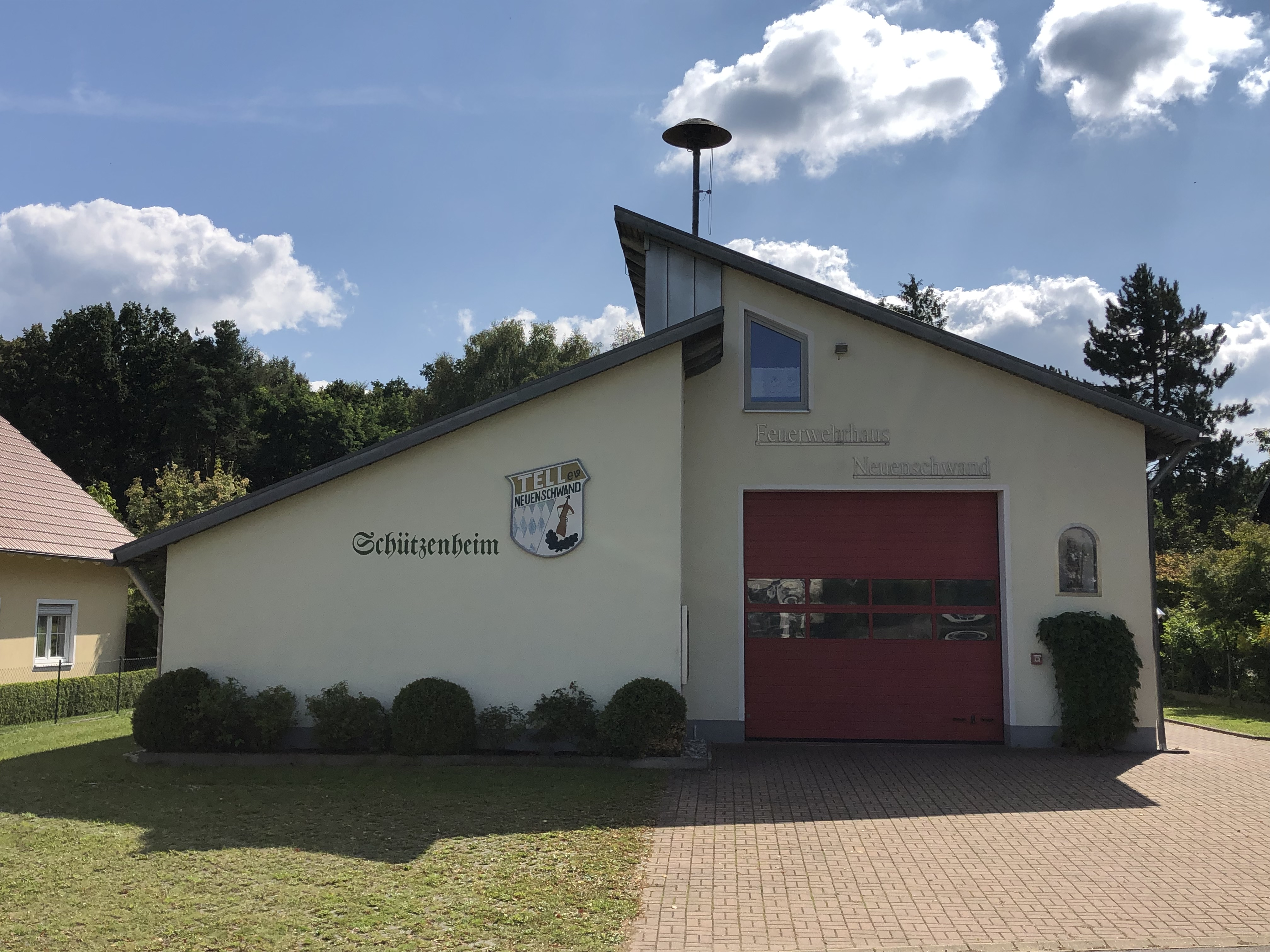
Feuerwehrhaus mit Schießstand
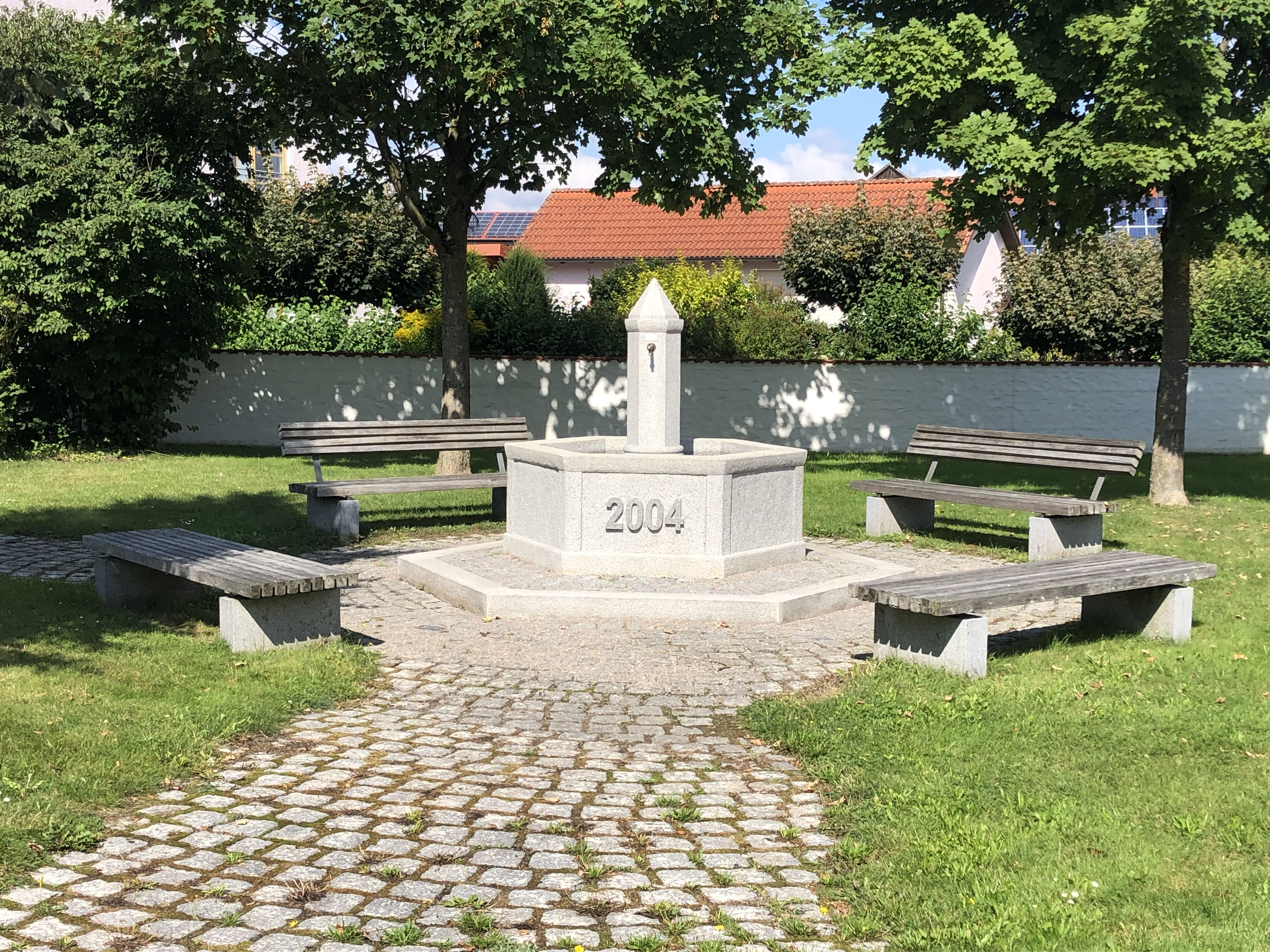
Dorfbrunnen in Ortsmitte
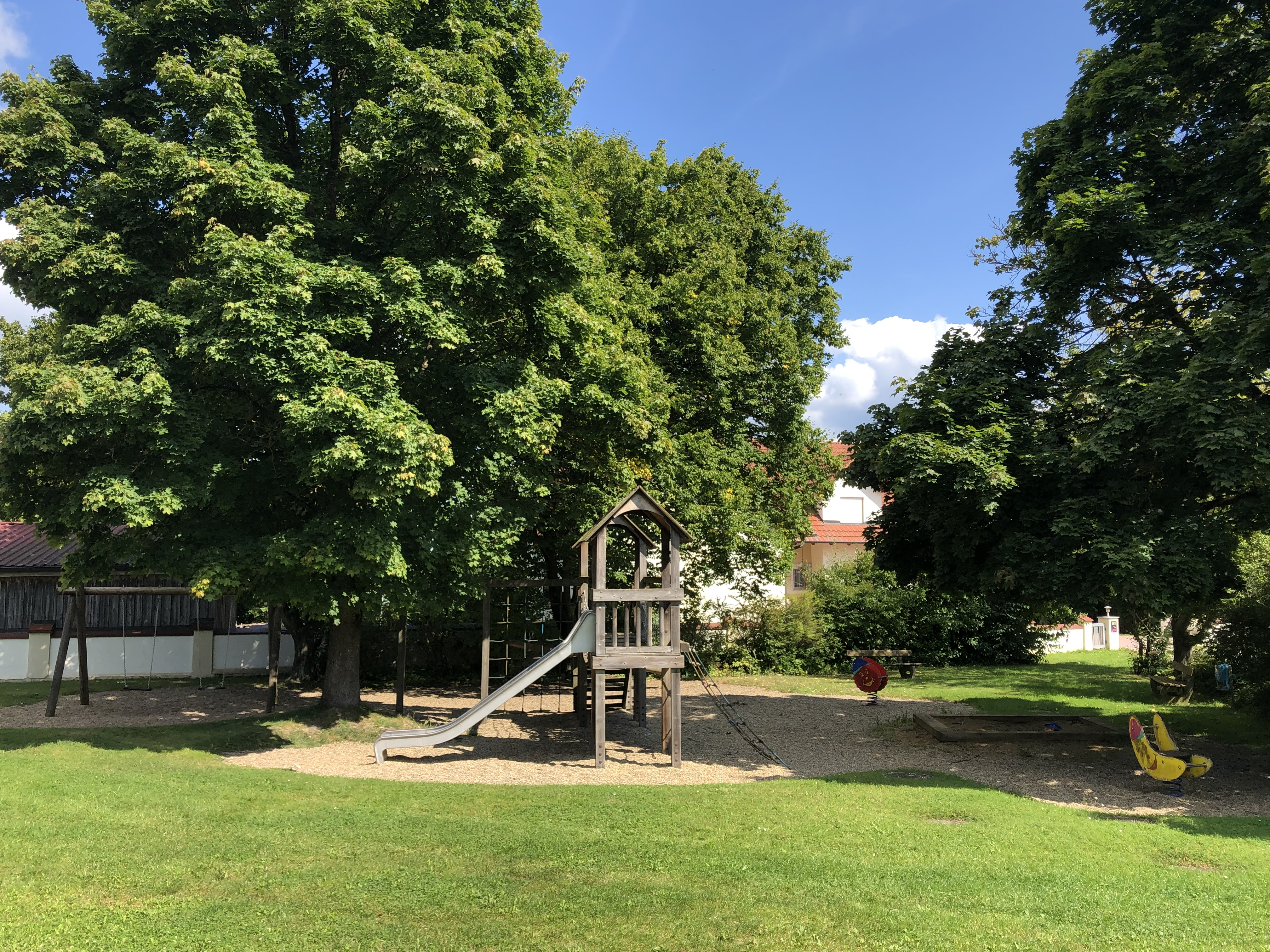
Kinderspielplatz
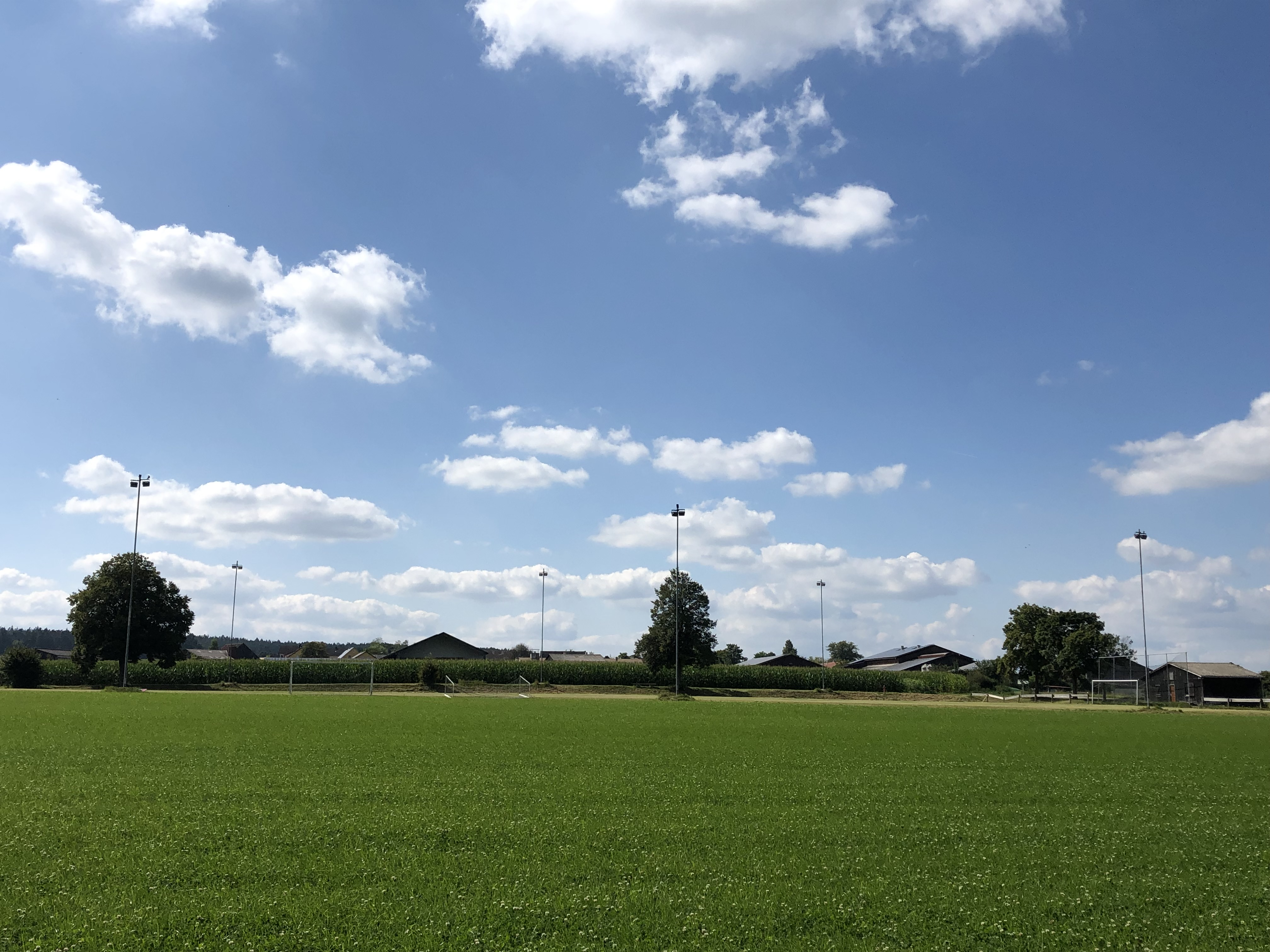
Fußballplatz Neuenschwand

## Wandern und Rad fahren
Durch die Lage im Naturpark Oberer Bayerischer Wald finden sich lokale Rad- und Wanderwege in der Umgebung von Neuenschwand.
- Neuenschwandner Weg (Rundweg)[17]
- Bodenwöhrer Radweg 1 (Von Bodenwöhr zum Murner See und zurück.)[18]
- Bodenwöhrer Radweg 2 (Rennradstrecke)[19]
- Bodenwöhrer Radweg 3 (Rundweg)[20]
- Station 2 des Pilgerwegs Bodenwöhr[21]

Im Ort befindet sich eine Ladestation für Elektrofahrräder, an der der Akku kostenlos aufgeladen werden kann.

## Wirtschaft und Infrastruktur

### Verkehr
Neuenschwand ist über die Bundesautobahn 93, die Bundesstraße 85 und die SAD 18 zu erreichen.
Über die Buslinie 106 zwischen Schwandorf und Nittenau ist Neuenschwand mit den öffentlichen Verkehrsmitteln verbunden.
Der Anrufbus Baxi schließt die Verbindungslücken im Linienbusverkehr.

## Persönlichkeiten die mit Neuenschwand in Verbindung stehen
- Walter Hartinger (* 12. November 1940), Professor für Volkskunde Universität Passau[25]
- Georg Grimm (* 4. September 1943, † 21. August 2015), Bischöflich Geistlicher Rat, 32 Jahre Pfarrer von Neuenschwand[26]
- Christoph Fritsch sen. (* 6. Juli 1938, † 29. März 2021), Unternehmer[27]

## Lokale Medien
- Die Mittelbayerische Zeitung und Der neue Tag sind die lokalen Tageszeitungen der Region. Darüber hinaus gibt es kostenlose Anzeigenblätter, die ebenfalls Artikel über lokale Ereignisse enthalten.
- Neuenschwand ist Teil des Sendegebietes der lokalen Radiosender Radio Charivari und Gong FM aus Regensburg.
- Der lokale TV-Sender ist Oberpfalz TV (OTV)